# Amphoe Pak Phanang
Amphoe Pak Phanang (thailändisch อำเภอ ปากพนัง) ist ein Landkreis (Amphoe – Verwaltungs-Distrikt) im Süden der Provinz Nakhon Si Thammarat. Die Provinz Nakhon Si Thammarat liegt in der  Südregion von Thailand, etwa 780 km südlich von Bangkok an der Ostküste der Malaiischen Halbinsel zum Golf von Thailand.

## Etymologie
Der Name Pak Phanag bedeutet „Geschützte Mündung“. Dies bezieht sich auf die Mündung des Maenam Pak Phanang (Pak-Phanang-Fluss, แม่น้ำปากพนัง), die vor der offenen See durch eine lange Halbinsel geschützt ist.

## Geographie
Benachbarte Bezirke (von Süden im Uhrzeigersinn): die Amphoe Hua Sai, Chian Yai, Chaloem Phra Kiat und Mueang Nakhon Si Thammarat. Alle Amphoe liegen in der Provinz Nakhon Si Thammarat. Im Osten liegt der Golf von Thailand.
Eine geographische Besonderheit ist die lange, schmale Halbinsel Talumphuk (แหลมตะลุมพุก), die durch Sedimente aus der vorwiegend nördlichen Strömung im Golf von Thailand in Verbindung mit dem Abfluss des Wassers aus dem Pak-Phanang-Fluss gebildet wurde. Die seichte Bucht, die durch die Halbinsel begrenzt wird, ist an der Mündung des Flusses etwa drei Kilometer und am Ende der Halbinsel zehn Kilometer breit. Die Küste der Bucht bestand ursprünglich aus Wattenmeer und Mangrovenwäldern. Heute wurde jedoch ein Großteil der ursprünglichen Landschaft in Garnelen-Farmen umgewandelt.

## Geschichte
Während der Thesaphiban-Verwaltungsreform wurde 1895 ein Distrikt geschaffen, die Bia Sad (เบิ้ยซัด) genannt wurde. Am 22. März 1903 wurde er in Pak Phang umbenannt. Dieser Name wurde bereits im Jahr 1665 für dieses Gebiet erwähnt.
Am 25. Oktober 1962 erreichte der Tropensturm Harriet den Landkreis. Die flache Halbinsel Talumphuk wurde vom Sturm vollständig verwüstet, die Stadt Pak Phanang wurde überschwemmt. Dabei stand das Wasser bis zu vier Meter hoch, was etwa 1000 Menschenleben kostete. König Bhumibol Adulyadej (Rama IX.) rief sofort zu einer öffentlichen Spendenaktion auf. Von den drei Millionen Baht, die nach der ersten Direkthilfe übrig blieben, wurde eine Stiftung, die „Rajaprajanugroh Foundation“ gegründet.

## Verwaltung

### Provinzverwaltung
Amphoe Pak Phanang ist in 18 Gemeinden (Tambon) eingeteilt, welche wiederum in 133 Dörfer (Muban) unterteilt sind.
| \| Nr. \| Name \| Thai \| Muban \| Einw.[2] \| \| --- \| -------------------------- \| --------------- \| ----- \| -------- \| \| 01. \| Pak Phanang \| ปากพนัง \| 0- \| 11.149 \| \| 02. \| Khlong Noi \| คลองน้อย \| 19 \| 11.413 \| \| 03. \| Pa Rakam \| ป่าระกำ \| 11 \| 04.695 \| \| 04. \| Chamao \| ชะเมา \| 07 \| 03.614 \| \| 05. \| Khlong Krabue \| คลองกระบือ \| 13 \| 06.315 \| \| 06. \| Ko Thuat \| เกาะทวด \| 08 \| 05.262 \| \| 07. \| Ban Mai \| บ้านใหม่ \| 08 \| 03.829 \| \| 08. \| Hu Long \| หูล่อง \| 07 \| 05.244 \| \| 09. \| Laem Talumphuk \| แหลมตะลุมพุก \| 04 \| 02.088 \| \| 10. \| Pak Phanang Fang Tawan Tok \| ปากพนังฝั่งตะวันตก \| 04 \| 05.684 \| \| 11. \| Bang Sala \| บางศาลา \| 09 \| 02.672 \| \| 12. \| Bang Phra \| บางพระ \| 04 \| 04.452 \| \| 13. \| Bang Taphong \| บางตะพง \| 04 \| 01.090 \| \| 14. \| Pak Phanang Fang Tawan Ok \| ปากพนังฝั่งตะวันออก \| 07 \| 07.599 \| \| 15. \| Ban Phoeng \| บ้านเพิง \| 08 \| 03.185 \| \| 16. \| Tha Phaya \| ท่าพยา \| 10 \| 04.920 \| \| 17. \| Pak Phraek \| ปากแพรก \| 09 \| 03.670 \| \| 18. \| Khanap Nak \| ขนาบนาก \| 10 \| 05.027 \| |                            |                 |       |        |
| Nr. | Name                       | Thai            | Muban | Einw.  |
| 01. | Pak Phanang                | ปากพนัง          | 0-    | 11.149 |
| 02. | Khlong Noi                 | คลองน้อย         | 19    | 11.413 |
| 03. | Pa Rakam                   | ป่าระกำ          | 11    | 04.695 |
| 04. | Chamao                     | ชะเมา           | 07    | 03.614 |
| 05. | Khlong Krabue              | คลองกระบือ       | 13    | 06.315 |
| 06. | Ko Thuat                   | เกาะทวด         | 08    | 05.262 |
| 07. | Ban Mai                    | บ้านใหม่          | 08    | 03.829 |
| 08. | Hu Long                    | หูล่อง            | 07    | 05.244 |
| 09. | Laem Talumphuk             | แหลมตะลุมพุก      | 04    | 02.088 |
| 10. | Pak Phanang Fang Tawan Tok | ปากพนังฝั่งตะวันตก  | 04    | 05.684 |
| 11. | Bang Sala                  | บางศาลา         | 09    | 02.672 |
| 12. | Bang Phra                  | บางพระ          | 04    | 04.452 |
| 13. | Bang Taphong               | บางตะพง         | 04    | 01.090 |
| 14. | Pak Phanang Fang Tawan Ok  | ปากพนังฝั่งตะวันออก | 07    | 07.599 |
| 15. | Ban Phoeng                 | บ้านเพิง          | 08    | 03.185 |
| 16. | Tha Phaya                  | ท่าพยา           | 10    | 04.920 |
| 17. | Pak Phraek                 | ปากแพรก         | 09    | 03.670 |
| 18. | Khanap Nak                 | ขนาบนาก         | 10    | 05.027 |

### Lokalverwaltung
Pak Phanang (เทศบาลเมืองปากพนัง) ist eine Stadt (Thesaban Mueang), sie besteht aus dem gesamten Tambon Pak Phanang sowie Teilen der Tambon Hu Long, Pak Phanang Fang Tawan Tok, Pak Phanang Fang Tawan Ok und Bang Phra.
Es gibt drei Kleinstädte (Thesaban Tambon) im Landkreis:
- Ko Thuat (เทศบาลตำบลเกาะทวด) besteht aus dem gesamten Tambon Ko Thuat.
- Chamao (เทศบาลตำบลชะเมา) besteht aus dem gesamten Tambon Chamao.
- Bang Phra (เทศบาลตำบลบางพระ) besteht aus weiteren Teilen des Tambon Bang Phra.

Außerdem gibt es 13 „Tambon-Verwaltungsorganisationen“ (TAO, องค์การบริหารส่วนตำบล) für die Tambon oder die Teile von Tambon im Landkreis, die zu keiner Stadt gehören.